# Ferdinand Devínsky
Ferdinand Devínsky (* 17. srpna 1947 Bratislava) je slovenský chemik a vysokoškolský učitel, v letech 1997 až 2003 rektor Univerzity Komenského v Bratislavě, v letech 2002 až 2006 poslanec NR SR.    
V letech 1981 až 1989 měl být spolupracovníkem Státní bezpečnosti. Po sametové revoluci se stal v roce 1997 rektorem Univerzity Komenského v Bratislavě, když ve funkci vystřídal Juraja Švece. Jako rektor poté působil po dvě funkční období do roku 2003, kdy jej nahradil filozof František Gahér.   
V parlamentních volbách na Slovensku v roce 2002 byl zvolen poslancem Národní rady Slovenské republiky jako nestraník na kandidátní listině SDKÚ. Poté se stal předsedou výboru pro vzdělání, vědu, sport a mládež, kulturu a média. Dále působil jako člen stálé delegace NR SR pro parlamentní shromáždění Rady Evropy. Poslancem byl do parlamentních voleb na Slovensku v roce 2006.   